# Betriebskrankenkasse Phoenix
Die Betriebskrankenkasse Phoenix (BKK Phoenix) war eine Betriebskrankenkasse mit Sitz in Hamburg und für alle Personen frei wählbar, die in den Regionen Hamburg, Hessen, Niedersachsen, Nordrhein-Westfalen oder Thüringen beschäftigt oder wohnhaft waren.

## Geschichte
Die BKK Phoenix wurde 1856 als Betriebskrankenkasse für die Phoenix AG gegründet. Nach über 150 Jahren wurde die Kasse am 30. Juni 2014 aufgelöst. Bereits seit dem 1. Januar 2014 übte der Vorstandsvorsitzende der Novitas BKK, Ernst Butz, gleichzeitig den Vorstandsvorsitz der BKK Phoenix aus. Die Fusion der beiden Kassen fand am 1. Juli 2014 statt.
Für Versicherte der BKK Phoenix stellte der Zusammenschluss einen Krankenkassenwechsel dar. Ein Sonderkündigungsrecht bestand jedoch nicht.

## Beitragssätze
Seit 1. Januar 2009 wurden die Beitragssätze vom Gesetzgeber einheitlich vorgegeben. 
Vom 1. Januar 2010 bis 31. März 2012 wurde ein Kassenindividueller Zusatzbeitrag in Höhe von 8,00 Euro erhoben.